# ザポリージャ原子力発電所
ザポリージャ原子力発電所（ザポリージャげんしりょくはつでんしょ、ウクライナ語: Запорізька АЕС）は、ウクライナのザポリージャ州エネルホダルに存在する原子力発電所。ヨーロッパ最大の原子力発電所であり、また、世界で3番目に大きな原子力発電所である。発電所はウクライナ中央部、ドニエプル川のカホフカ貯水池の岸に存在する。近くにはザポリージャ火力発電所が存在する。「ザポリッジャ原発」「ザポロジエ原子力発電所」と表記されることもある。2022年3月以降、事実上ロシアによる管理下にある。
6基のVVER-1000を擁し、それぞれおおよそ総電気出力1,000MWeで合計6,000MWeが発電できる。最初の5基は1985年から1989年の間に連続して稼働を開始し、6号機は1995年に追加された。同原発はウクライナ国内の原発の半分にあたる電力を生成している。ウクライナの全電力の5分の1を供給していると言われる。

## 原子炉
| 原子炉               | 原子炉形式    | 正味発電量 (MW) | 総発電量 (MW) | 建設開始       | 電力網同期      | 商用運転        | 設計寿命        |
| -------------------- | ------------- | --------------- | ------------- | -------------- | --------------- | --------------- | --------------- |
| 1号機 (ZAPOROZHYE-1) | VVER-1000/320 | 950             | 1,000         | 1980年 4月1日  | 1984年 12月10日 | 1985年 12月25日 | 2015年 12月23日 |
| 2号機 (ZAPOROZHYE-2) | VVER-1000/320 | 950             | 1,000         | 1981年 1月1日  | 1985年 7月22日  | 1986年 2月15日  | 2016年 2月19日  |
| 3号機 (ZAPOROZHYE-3) | VVER-1000/320 | 950             | 1,000         | 1982年 4月1日  | 1986年 12月10日 | 1987年 3月5日   | 2017年 3月5日   |
| 4号機 (ZAPOROZHYE-4) | VVER-1000/320 | 950             | 1,000         | 1983年 4月1日  | 1987年 12月18日 | 1988年 4月14日  | 2018年 4月4日   |
| 5号機 (ZAPOROZHYE-5) | VVER-1000/320 | 950             | 1,000         | 1985年 11月1日 | 1989年 8月14日  | 1989年 10月27日 | 2020年 5月27日  |
| 6号機 (ZAPOROZHYE-6) | VVER-1000/320 | 950             | 1,000         | 1986年 6月1日  | 1995年 10月19日 | 1996年 9月16日  | 2026年 10月21日 |

## 2022年ロシアのウクライナ侵攻
2022年2月24日、ロシアはウクライナへの侵攻を開始。同年3月4日午前2時頃（ウクライナ時間）、地元のエネルゴダールのオルロフ市長がフェイスブックへの投稿で「敵の容赦ない砲撃で、ザポリージャ原子力発電所が火事だ」と述べた。ドミトロ・クレーバ外相も砲撃により火災が発生しているとTwitterで述べた。国際原子力機関（IAEA）は、主要設備に影響はないとウクライナ当局から報告を受けたと述べた。火災が発生したのは訓練用の建物とされる。4日午後、ウクライナ当局はザポリージャ原発がロシア連邦軍に制圧されたと発表した。
リモートセンシング企業であるマクサー・テクノロジーズ社によって撮影された2022年8月19日の衛星写真からは懸念すべき重大な損傷は一切確認できないことが発表された。しかし、ザポリージャ原発への攻撃は続き、国際原子力機関(IAEA)は8月29日に調査団を派遣することを決定した。IAEAの調査団は9月1日にザポリージャ原発に到着した。しかし同日には砲撃を受け、原子炉1基が緊急停止に至ったともされるが、原発を管理するエネルゴアトムは翌日には復旧したこと発表した。
9月6日、IAEAによる報告書が公表され、施設はロシア軍の管轄下であることが認められ、6基ある原子炉の内の一基がウクライナ人従業員によって稼働中であるとされた。施設運用に関し人員が限定される上、強い圧力の下にあることでヒューマンエラーが起きやすい状況に関し懸念を発表し、周辺を安全区域に設定すべきであると述べている。なお、どちらの勢力による攻撃なのかには言及しておらず、双方に対し施設への攻撃は「危険な火遊びである」と自制を求める声明を発表した。また、このIAEAの報告書に対し、ロシアのラブロフ外相はIAEAに提供したウクライナ側が砲撃したとするデータへの説明が行われていないとして、追加の説明を求めている。
9月11日、唯一稼働していた6号機の運転を停止したことが発表された。
2023年5月時点でも約2500人のロシア軍兵士が駐留を続けている。施設の周囲に地雷を敷設、建物には射撃スペースや無人機の侵入を妨害するネットを設置している。同月22日には7回目となる外部電源喪失状態に陥った。
2023年6月、カホフカダム破壊事件が発生。カホフカ貯水池の水位が低下し、直接発電所の冷却水を取水することができなくなった。しかしながらウクライナ原子力企業エネルゴアトムは、発電所に併設した貯水池には水が十分にあり「状況は安定している」としている。また、同月15日、IAEA事務局長のラファエル・グロッシが貯水池を視察し、当面の安全性を確認した。
2023年7月29日、国際原子力機関は、ロシア側が停止している4号機の原子炉を意図的に100度を上回る高温状態にしていると発表。ウクライナ側は原子力災害のリスクを下げるため、100度以下の冷温状態に戻すよう要求した。